# Hollywood (Florida)
Hollywood je město v americkém státě Florida, které je spolu s Miami a Fort Lauderdale součástí aglomerace zvané Jižní Florida. Město bylo založeno 18. února 1921

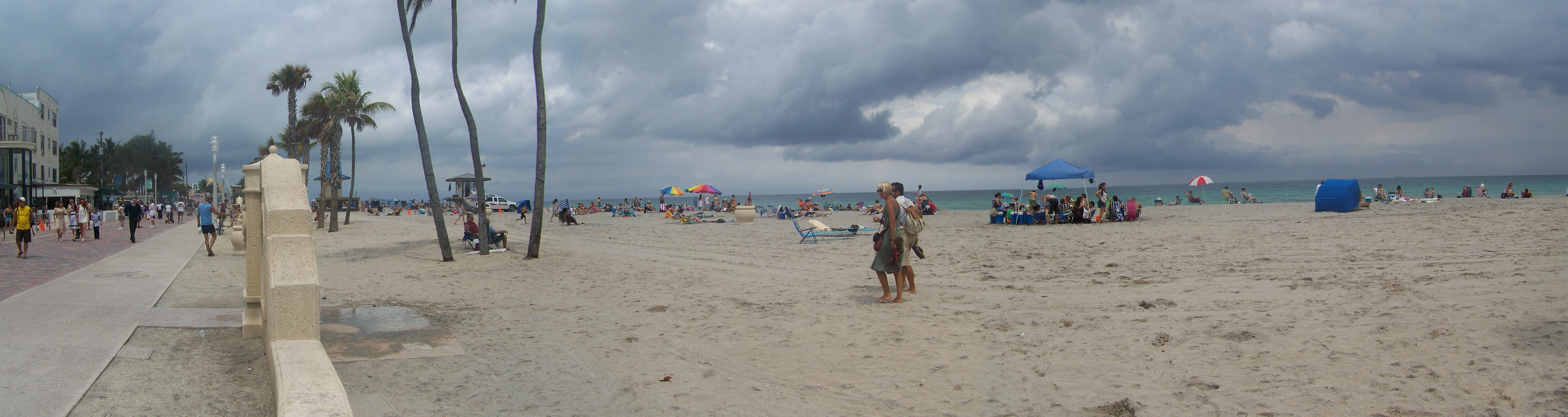
Pláž v Hollywoodu

Město má 141 000 obyvatel (2010), z nichž dvě třetiny mají jako mateřský jazyk angličtinu a pětina španělštinu.
Město leží na mořském břehu, patří mu 9 km pobřeží Atlantského oceánu, nejvyšší bod leží pouze 3 m nad hladinou. Má příjemné klima s vlhkými léty a mírnými zimami. Pláže a golfová hřiště lákají do Hollywoodu četné turisty.
V letech 1977–1979 se zde odehrával ženský profesionální turnaj v tenise Virginia Slims of Florida.